# Srb a Štys
Srb a Štys, továrna přesné mechaniky a optiky byla česká továrna na optické a mechanické přístroje. Byla založena Jaroslavem Srbem (1893–1967) a Josefem Štysem (1889–1950) dne 21. listopadu 1919. Nejdříve se zabývali opravami hodin a optických přístrojů a výrobou nástrojů pro jemnou mechaniku. V roce 1923 rozšířili výrobu o geodetické a lékařské přístroje. Během druhé světové války produkovala firma přístroje pro německé válečné účely. Vyráběly se zde například zaměřovače pro německé ponorky. V roce 1945 byla obnovena původní výroba. Následující rok (1946) ovšem firma prošla znárodněním a jako Meopta Košíře byla začleněna do národního podniku Meopta. V roce 1963 skončila výroba optických přístrojů v Meoptě a v rámci RVHP předána do maďarské firmy MOM (Magyar Optikai Művek, Budapest). Podnik byl poté začleněn do firmy ZPA. Značka byla obnovena prof. RNDr. Daliborem Štysem, CSc. dne 9. 5. 2025. Obnovená firma se zabývá vývojem digitálních optických přístrojů pro průmyslové, medicínské a další aplikace.

## Dějiny
Firmu založili dne 21. listopadu 1919 Jaroslav Srb (1893–1967) a Josef Štys (1889–1950), optici a mechanici se zkušenostmi z několika opticko-mechanických závodů včetně firmy Carl Zeiss. Počáteční technické a strojní vybavení firmy pocházelo právě z Zeissových závodů a bylo poskytnuto zakladatelům jako kompenzace pohledávek Jaroslava Srba. Firma původně sídlila v bývalém sanatoriu v pražské usedlosti Kavalírka. V jejím sousedství se nacházel bývalý pavilon spolku SVU Mánes, který sem byl ve stejném roce přemístěn z Kinského zahrady a sloužil jako filmový ateliér společnosti Praga film až do roku 1929, kdy byl zničen požárem. V roce 1926 získala firma prostory zrušené školy v sousedství. V letech 1934-1937 byla přistavěna další dvě podlaží. Na počátku zde pracovali oba zakladatelé, jeden mechanik a tři učňové. Zabývali se opravami optických přístrojů (triedry, mikroskopy, projektory). Ze součástek jiných výrobců montovali mikroskopy, zajišťovali dodávky opticko-mechanických přístrojů (geodetických, optických a meteorologických) od jiných dodavatelů. Zabývali se i výrobou elektrotechnických součástek (termostaty, kondenzátory, elektroměry), kterou později předali firmě Eta.
Další fází vývoje firmy byly konstrukce vlastních přístrojů. První přístroj vlastní konstrukce byla mikrolampa pro osvětlování preparátů mikroskopu, kterou navrhl Dr. Šikl. Vyráběli rovněž nástroje pro hodinářské dílny.
Počátkem dvacátých let dostali objednávku balonových (pilotovacích) teodolitů od Ministerstva národní obrany. Po této dodávce dostali příslib na další dodávky pro Československou armádu. Vzali si tedy bankovní půjčku, ale přislíbená objednávka nepřišla, takže se firma ocitla na samém pokraji bankrotu.

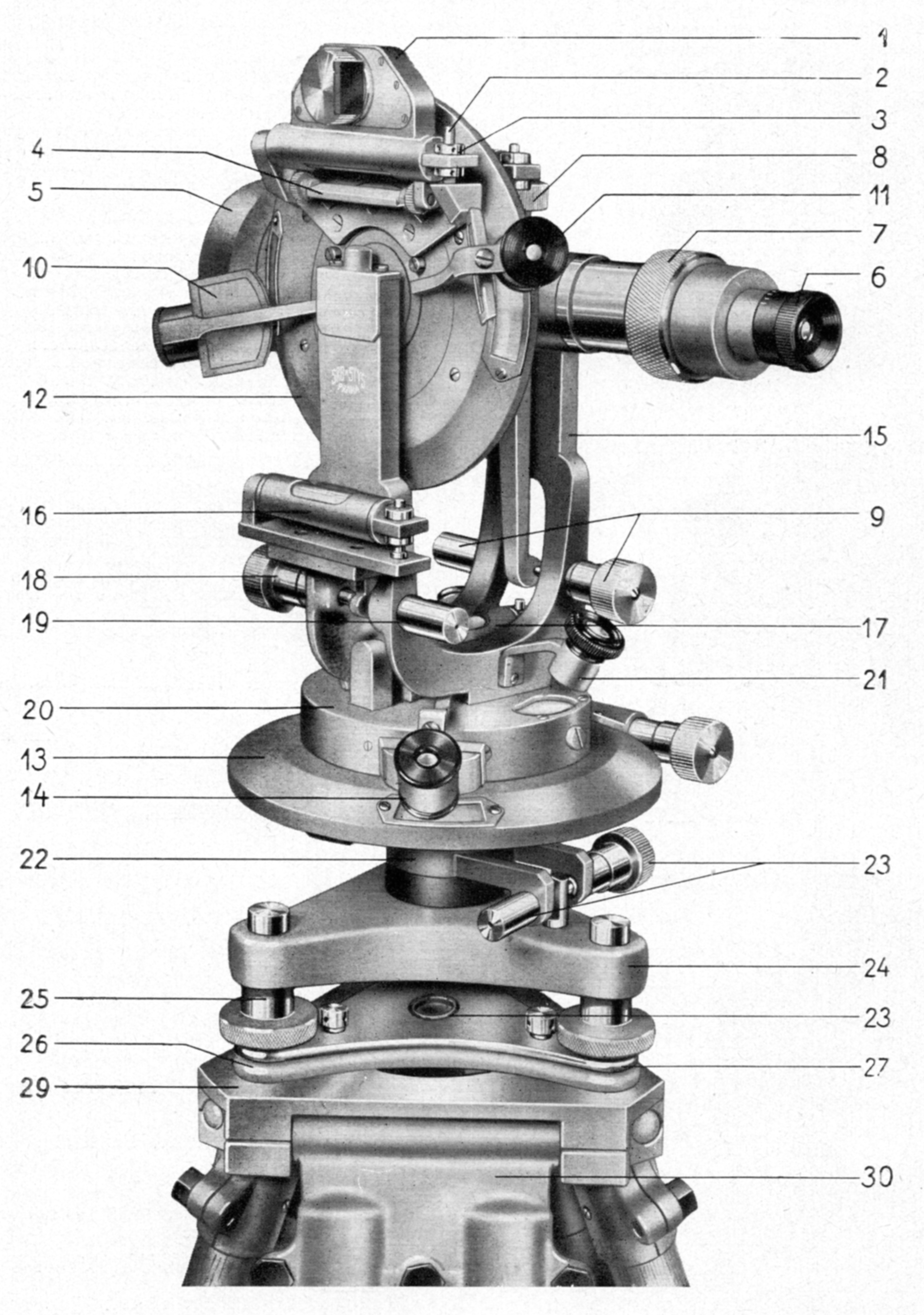
Srb a Štys busolový teodolit

V roce 1923 byla firma rozšířena. Oživení hospodářství v roce 1924 vedlo k objednávkám epidiaskopů, mikroskopů. Dále získali objednávku  dalekohledů a zaměřovačů pro československou armádu. Díky tomu založili vlastní výrobu a brusírnu čoček. Výroba triedrů sahala od kapesního dalekohledu Liliput 4x15 po Astrohled 18x50, který bylo nutné používat na stativu. Vyráběli i divadelní kukátka. Firma zaměstnala řadu pracovníků (optiků a mechaniků), kteří byli vyučení nebo prošli firmou bratří Josefa a Jana Fričů.
Postupně firma vyráběla kompletní sortiment geodetických přístrojů a pomůcek. Během hospodářské krize se firma opět dostala do finančních problémů. Pracovalo se v omezeném režimu pouze 3-4 dny v týdnu. Část pracovníků byla propuštěna. Firmu zachránily zakázky pro tureckou, jugoslávskou a řeckou armádu. Tato situace skončila v roce 1934. Tehdy vzrostly zakázky pro armádu. Firma vyráběla dalekohledy, zaměřovače, periskopy pro nejrůznější zbraně (pušky, děla, tanky) armád v Bulharsku, Dánsku, Francii, Indii, Portugalsku a Španělsku, proto byla založena nová brusírna optiky (300 zaměstnanců). Byla založena zahraniční filiálka Optica Rumanesca-Cehoslovaca, uvažovalo se rovněž o otevření pobočky ve Velké Británii.
V roce 1939 zakoupila firma Srb a Štys turnovskou optickou firmu Omat Jana Mařana. Po okupaci byla firma zabrána okupační mocí pro výrobu pro německou armádu a vlastníci měli zakázaný přístup. Po osvobození v roce 1945 chtěli majitelé obnovit výrobu v předválečném rozsahu. Firma ale byla dekretem prezidenta republiky číslo 100-108/1945 Sb. ze dne 24. října 1945 znárodněna.

## Změny názvů
- Srb a Štys, české optické závody, Praha XVII, Kavalírka 208
- Spojené závody pro jemnou mechaniku a optiku, MEOPTA, národní podnik, závod Srb a Štys, Praha - Košíře
- od 1.1.1950, OPTIKA, národní podnik (vyhláška ministra průmyslu č. 1714 ze dne 26. července 1949, zveřejněno Úřední list II číslo 188, ze dne 13. srpna 1949 strana 2995) - před účinností byl název změněn
- od 1.1.1950, MEOPTA Košíře, národní podnik (vyhláška ministra průmyslu č. 2591 ze dne 25. listopadu 1949, zveřejněno Úřední list II číslo 302, ze dne 28. prosince 1949, strana 4883)
- 1963, Závody průmyslové automatizace Košíře (ZPA)

## Výroba
- dalekohledy, triedry

### Astronomické dalekohledy
Firma dodávala astronomické dalekohledy jiných výrobců (Zeiss), montovala vlastní dalekohledy z dodaných součástek a později vyráběla vlastní konstrukce. V roce 1921 byla vyzvána ministerstvem školství, aby vybavila hvězdárnu ve Staré Ďale. Dodali sem Zeissův reflektor o průměru 60 cm a astronomickou fotokomoru a dvojitý dalekohled se spektrofotometrem.
- Amatér refraktor 62/850
- refraktor 72/1000
- astronomický dalekohled o ohniskové vzdálenosti 3,5 m

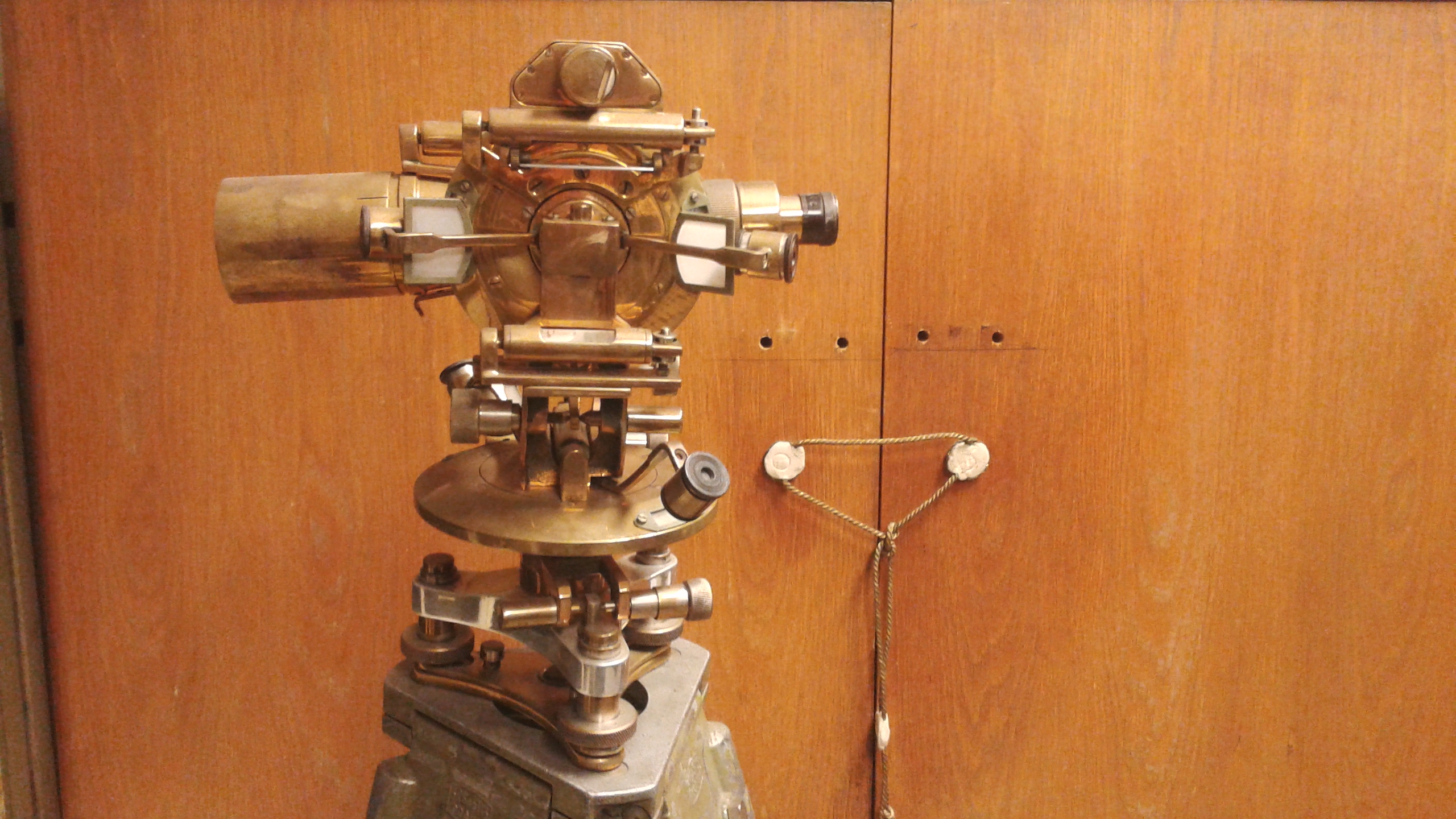
Teodolit Srb a Štys v místnosti důlních měřičů na Dole Michal v Ostravě-Michálkovicích.

### Geodetické přístroje

#### Teodolity
Teodolity Srb a Štys byly zpravidla repetiční konstrukce s dalekohledem stálé délky, vybaveny nitkovým dálkoměrem a byly dodávány v šedesátinném i setinném dělení kruhů.
- Th. I (odečítací mikroskop s dělením na 1")
- Th II. (repetiční teodolit)
- Th III. (malý univerzální teodolit)
- 1927 triangulační teodolit se šroubovými mikroskopy, byl vybaven pouze vodorovným kruhem o průměru 160 mm, odečítací mikroskopy umožňovaly odečítání na 5" (odhad 1")
- školní teodolit Th Š
- teodolit TN 25[7]

Ve třicátých letech byly jednotlivé typy rozlišovány písmeny:
- M – teodolit vybavený odečítacími mikroskopy
- B – buzolový teodolit
- O – teodolit doplněný osvětlovacím zařízením pro důlní potřeby
- P – pilotovací (balonový) teodolit
- L – lesní teodolit
- Š – školní teodolit

Konstrukce teodolitů byla repetiční, s výjimkou teodolitů L a Š, které byly jednoduché.
Další výrobek firmy založený na principu teodolitu byla souprava pro zaměřování nepřístupných cílů. Sestávala ze dvou teodolitů, z nichž jeden byl namísto dalekohledu vybaven světelným zdrojem, který stál na jednom koncovém bodě základny a promítal na zaměřovaný bod světelnou značku. tato značka byla z druhého bodu základny zaměřena druhým teodolitem. Poloha a výška nepřístupného bodu pak byla vypočtena protínáním ze směrů. Tento princip byl využíván ještě v osmdesátých letech před nástupem bezhranolových dálkoměrů, kdy se používalo dvou univerzálních teodolitů, přičemž jeden z nich byl vybaven laserovým okulárem.
Pro teodolity byl vyráběn i dvojobrazový dálkoměr, který sestával z nasazovacího optického klínu, který se nasazoval na objektiv teodolitu, a dálkoměrné latě.

#### Nivelační přístroje

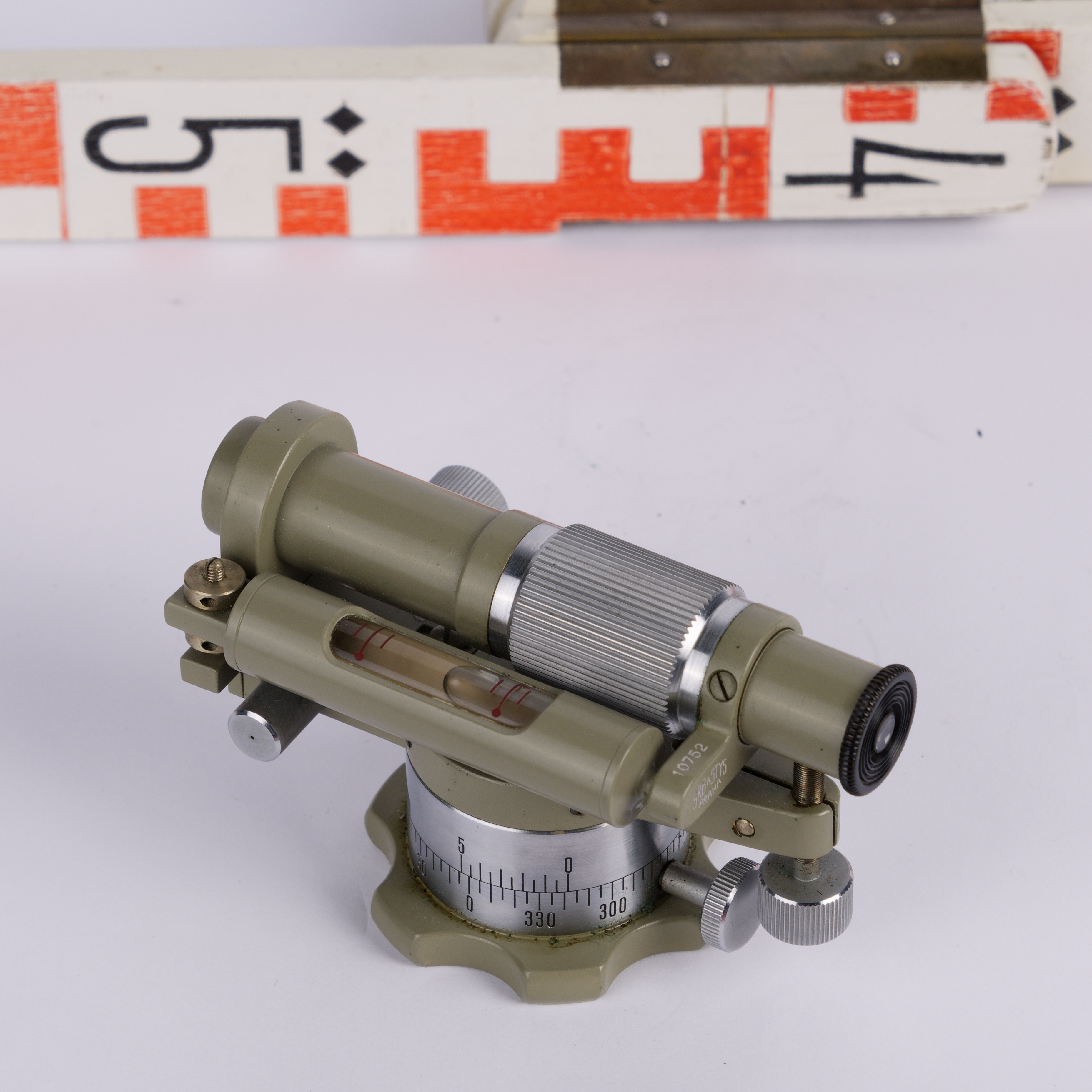
Malý nivelační přístroj Srb a Štys, 40. téta 20. století

- Nivelační stroj č. 1 (citlivost nivelační libely 15", vybaven vodorovným kruhem, dalekohled stálé délky)
- 1921 Nivelační stroj č. 2 (malý nivelační přístroj, nasazovaný na kuželový trn)
- technický nivelační přístroj NN 25[7]

#### Další přístroje a pomůcky
- sklonoměry
- topografická souprava
- jednoduché vytyčovací pomůcky (hranoly)
- zobrazovací pomůcky
  - zobrazovací trojúhelníky
  - polární transportéry
  - planimetry
  - rýsovací pomůcky

### Lékařské přístroje
- mikroskopy

### Vojenská optická zařízení
- puškohledy
- optické přístroje pro vojenské účely, například periskopy pro česká opevnění.[10]

## Česká astronomická společnost
Firma Srb a Štys byla jedním ze zakládajících členů České astronomické společnosti. Firma vznikla v roce 1919. Přesto jí za její podporu společnosti byl uznán tento titul.